# Sigvard Larsson
Karl Sten Sigvard Larsson (i riksdagen kallad Larsson i Umeå), född 7 juni 1913 i Sundsvall, död 3 juli 2000 i Umeå, var en svensk företagare och politiker (folkpartist).
Sigvard Larsson, som var son till en militär, drev ett antal färgbutiker i Umeå, Vännäs och Vilhelmina 1942–1972. Han var drätselkammarens ordförande i Umeå stad 1956–1962 och var även ordförande i folkpartiets valkretsförbund i Västerbotten 1967–1977.
Larsson var riksdagsledamot för Västerbottens läns valkrets 1961–1973 (fram till 1970 i andra kammaren). I riksdagen var han bland annat ledamot i bankoutskottet 1964-1970 samt skatteutskottet 1971–1973. Han var särskilt aktiv i näringslivsfrågor.